# يوروستات
يوروستات أو أوروستات (بالفرنسية: Eurostat) هي مديرية عامة للمفوضية الأوروبية إدارتها في لوكسمبورغ. مسؤولياتها الرئيسية هي تزويد الاتحاد الأوروبي بالمعلومات الإحصائية على المستوى الأوروبي، وتعزيز المواءمة بين الأساليب الإحصائية في الدول الأعضاء في الاتحاد الأوروبي والبلدان المرشحة للانضمام ودول الرابطة الأوروبية للتجارة الحرة. تتلخص المنظمات في مختلف البلدان التي تتعاون بنشاط مع يوروستات في إطار مفهوم نظام الإحصاء الأوروبي.

## التنظيم الداخلي
تنقسم اليوروستات إلى ستة إدارات وهم:
- الموارد والمصادر.
- المنهجيات والأدوات الإحصائية.
- الإحصاءات الاقتصادية والنقدية.
- إحصاءات السوق الداخلي والتشغيل والشؤون الاجتماعية.
- إحصاءات الزراعة والصيد السمكي والصناديق الهيكلية والبيئة.
- إحصاءات العلاقات الخارجية.

كل إدارة من هذه الإدارات الست لها مدراء من درجة ثانية مع منسقين.

يوجد في الجدول أسفله قائمة مدراء مؤسسة يوروستات بأكملها وهم:
| الاسم                 | الجنسية  | المدة               |
| --------------------- | -------- | ------------------- |
| رولف فاغنفوهر         | ألمانيا  | 1952-1966 (14 سنة)  |
| ريمون دوما            | فرنسا    | 1966-1973 (7 سنوات) |
| جاك ماير              | فرنسا    | 1973-1977 (4 سنوات) |
| أج دورنوفيل دو لا كور | الدنمارك | 1977-1982 (4 سنوات) |
| بيتر دي جيوس          | هولندا   | 1982-1984 (2 سنوات) |
| سيلفيو رونشيتي        | إيطاليا  | 1984-1987 (3 سنوات) |
| إيف فرانشات           | فرنسا    | 1987-2003 (16 سنة)  |
| ميشال فاندان أبيل     | بلجيكا   | 2003-2004 (1 سنوات) |
| غونتر هاينرايش        | النمسا   | 2004-2006 (2 سنوات) |
| هيرفي كاري            | فرنسا    | 2006-2008 (2 سنوات) |
| والتر رادرماشر        | ألمانيا  | 2008-الآن (6 سنوات) |

## مقالات ذات صلة
- الاتحاد الأوروبي
- المفوضية الأوروبية
- هيئات الاتحاد الأوروبي

## روابط خارجية
- الموقع الرسمي